# Unterseeboot 744
L'Unterseeboot 744 ou U-744 est un sous-marin allemand (U-Boot) de type VIIC utilisé par la Kriegsmarine pendant la Seconde Guerre mondiale.
Le sous-marin fut commandé le 5 juin 1941 à Dantzig (Schichau-Werke), sa quille fut posée le 5 juin 1942, il fut lancé le 11 mars 1943, et mis en service le 5 juin 1943, sous le commandement de l'Oberleutnant zur See Heinz Blischke.
Il fut coulé dans l'Atlantique Nord, en mars 1944.

## Conception
Unterseeboot type VII, l'U-744 avait un déplacement de 769 tonnes en surface et 871 tonnes en plongée. Il avait une longueur totale de 67,10 m, un maître-bau de 6,20 m, une hauteur de 9,60 m et un tirant d'eau de 4,74 m. Le sous-marin était propulsé par deux hélices de 1,23 m, deux moteurs diesel Germaniawerft M6V 40/46 de 6 cylindres en ligne de 1400 cv à 470 tr/min, produisant un total de 2 060 à 2 350 kW en surface et de deux moteurs électriques AEG GU 460/8–27 de 375 cv à 295 tr/min, produisant un total 550 kW, en plongée. Le sous-marin avait une vitesse en surface de 17,7 nœuds (32,8 km/h) et une vitesse de 7,6 nœuds (14,1 km/h) en plongée. Immergé, il avait un rayon d'action de 80 milles marins (150 km) à 4 nœuds (7,4 km/h; 4,6 milles par heure) et pouvait atteindre une profondeur de 230 m. En surface son rayon d'action était de 8 500 milles nautiques (soit 15 700 km) à 10 nœuds (19 km/h).
 L'U-744 était équipé de cinq tubes lance-torpilles de 53,3 cm (quatre montés à l'avant et un à l'arrière) qui contenait quatorze torpilles. Il était équipé d'un canon de 8,8 cm SK C/35 (220 coups) et d'un canon antiaérien de 20 mm Flak. Il pouvait transporter 26 mines TMA ou 39 mines TMB. Son équipage comprenait 4 officiers et 40 à 56 sous-mariniers.

## Historique
Il reçut sa formation de base au sein de la 8. Unterseebootsflottille jusqu'au 30 novembre 1943, puis il intégra sa formation de combat dans la 9. Unterseebootsflottille.
Il quitte Kiel en Allemagne pour sa première patrouille sous les ordres de l'Oberleutnant zur See Heinz Blischke le 2 décembre 1943 pour se diriger vers l'ouest de l'Irlande. À partir du 24 décembre 1943, il fait partie du groupe Rügen 2. Le groupe est constamment en mouvement, pour éviter que les Alliés déterminent sa position. Le 30 décembre 1943, il a probablement attaqué un navire britannique, au sud-sud-ouest de Reykjavik (Islande). Le bâtiment est un traînard du convoi ON 217. L'U-545 rapporte également le torpillage du navire. Le MV Empire Housman a finalement été envoyé par le fond le 3 janvier 1945 par l'U-744. Après 45 jours en mer, il rejoint son port d'attache de Brest qu'il atteint le 15 janvier 1944.
L'U-744 quitte Brest le 24 février 1944 pour sa deuxième patrouille pour l'Atlantique. Il rejoint le groupe Preussen qui opère à l'ouest des îles britanniques. Le 2 mars 1944, l'U-744 découvre les convois MKS 40 et Sierra Leone 149 (SL 149), au sud-ouest de l'Irlande. Il l'attaque et coule le LST-362 et endommage le LST 324.
Le 6 mars 1944, l'U-744 est localisé à 550 miles à l'ouest de la baie de Dingle, par des bâtiments de guerre du C2 Support Group. Ce groupe se compose de sept navires : trois destroyers, le britannique HMS Icarus et les canadiens HMS Hero et HMS Express, une frégate canadienne HMCS St. Catharines (en), deux corvettes canadiennes HMCS Chilliwack (en) et HMCS Fennel (en) et la corvette britannique HMS Kenilworth Castle (en). Tous ces navires vont lancés un total de 350 charges de profondeur (291 selon une autre source), et pour la première fois trois salves de British Squid (mortier tirant vers l'avant) par la frégate Kenilworth Castle.
 Le Squid est un Hedgehog amélioré qui tire des charges de profondeur en tenant compte des données du sonar, direction et profondeur. Contrairement au Hedgehog qui fonctionne au contact, le Squid fait éclater ses charges de profondeur après un temps donné. L'attaque dure 31 heures. Des dégâts importants apparaissent : ventilation en panne, l'oxyde de carbone augmente, dégagements de chlore, air comprimé et bâtis des diesels hors service. Le commandant Blischke est obligé de faire surface à 15 h 20 et de suite, tous les bâtiments ouvrent le feu. Au cours de l'attaque, Blischke est tué sur le pont.
Malgré tous les dégâts, l'U-744 ne coule pas.
Le commandant C.R. Coughlin du Chilliwak et le commandant H.C.R. Davis du St Catherines pensent avoir la possibilité de capturer l'U-Boot. L'équipe de prise du Chilliwak (J.R. Starr, Atherton, Hearn et Longbottom) arrive la première. Elle récupère des livres de codes, des livres sur les signaux et une machine ENIGMA avec ses rotors. L'U-744 est finalement torpillé à 18 h 30 par l'Icarus à la position 52° 01′ N, 22° 37′ O, après une tentative de remorquage.
12 des 52 membres d'équipage décédèrent lors de ces attaques.

## Affectations
- 8. Unterseebootsflottille du 5 juin 1943 au 30 novembre 1943 (Période de formation).
- 9. Unterseebootsflottille du 1er décembre 1943 au 6 mars 1944 (Unité combattante).

## Commandement
- Oberleutnant zur See Heinz Blischke du 5 juin 1943 au 6 mars 1944.

## Patrouilles
|       | Commandant           | Départ          | Départ | Arrivée         | Arrivée | Jours    | Succès   |
| ----- | -------------------- | --------------- | ------ | --------------- | ------- | -------- | -------- |
| 1     | Oblt. Heinz Blischke | 2 décembre 1943 | Kiel   | 15 janvier 1944 | Brest   | 45 jours | 7 359    |
| 2     | Oblt. Heinz Blischke | 24 février 1944 | Brest  | 6 mars 1944     | Coulé   | 12 jours | 3 250    |
| Total | Total                | Total           | Total  | Total           | Total   | 57 jours | 10 609 t |

Note : Oblt. = Oberleutnant zur See

### OpérationsWolfpack
L'U-744 a opéré avec les Wolfpacks (meute de loups) durant sa carrière opérationnelle.
- Coronel 1 (15-17 décembre 1943)
- Sylt (18-23 décembre 1943)
- Rügen 2 (23-28 décembre 1943)
- Rügen 1 (28 décembre 1943 - 3 janvier 1944)
- Preussen (26 février - 6 mars 1944)

## Navires coulés
L'U-744 a coulé 1 navire marchand de 7 359 tonneaux, 1 navire de guerre de 1 625 tonneaux et a endommagé 1 navire de guerre de 1 625 tonneaux au cours des 2 patrouilles (57 jours en mer) qu'il effectua.
| Date           | Nom            | Nationalité | Tonnage | Convoi | Fait      | Localisation         |
| -------------- | -------------- | ----------- | ------- | ------ | --------- | -------------------- |
| 3 janvier 1944 | Empire Housman | Royaume-Uni | 7 359   | ON-217 | Coulé     | 60° 50′ N, 22° 07′ O |
| 2 mars 1944    | HMS LST-324    | Royal Navy  | 1 625   | MKS-40 | Endommagé | 48° 04′ N, 17° 23′ O |
| 2 mars 1944    | HMS LST-362    | Royal Navy  | 1 625   | MKS-40 | Coulé     | 48° 00′ N, 17° 23′ O |